# Transportul în Serbia
Transportul în Serbia include transport rutier, feroviar, aerian și, fluvial. Transportul rutier încorporează o rețea cuprinzătoare de drumuri majore (de stat) și minore (municipale). Transportul feroviar este destul de dezvoltat, deși căile ferate duble și electrificarea nu sunt comune. Transportul pe apă se învârte în jurul transportului fluvial, în timp ce transportul aerian se învârte în jurul celor trei aeroporturi internaționale principale ale țării.

## Transport rutier
Funcțională
     În construcție
     Planificată

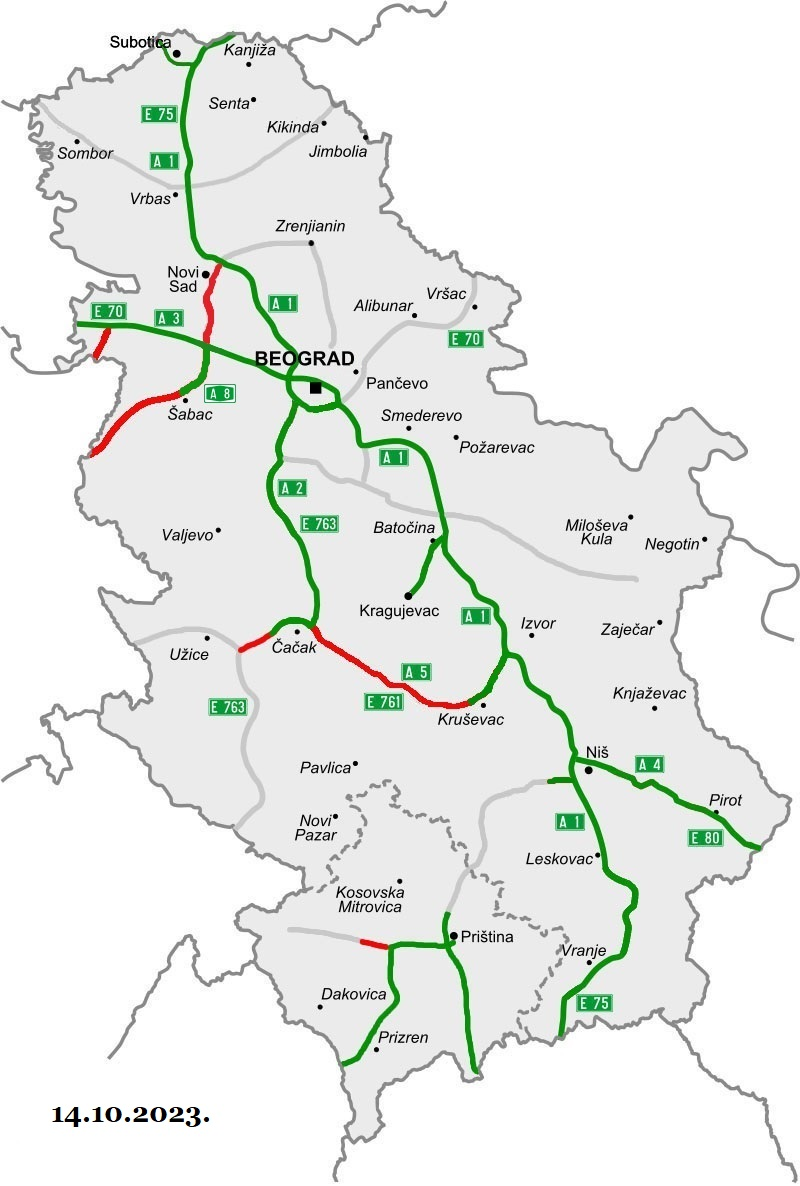
Hartă a autostrăzilor din Serbia (cu Kosovo)
Funcțională
În construcție
Planificată

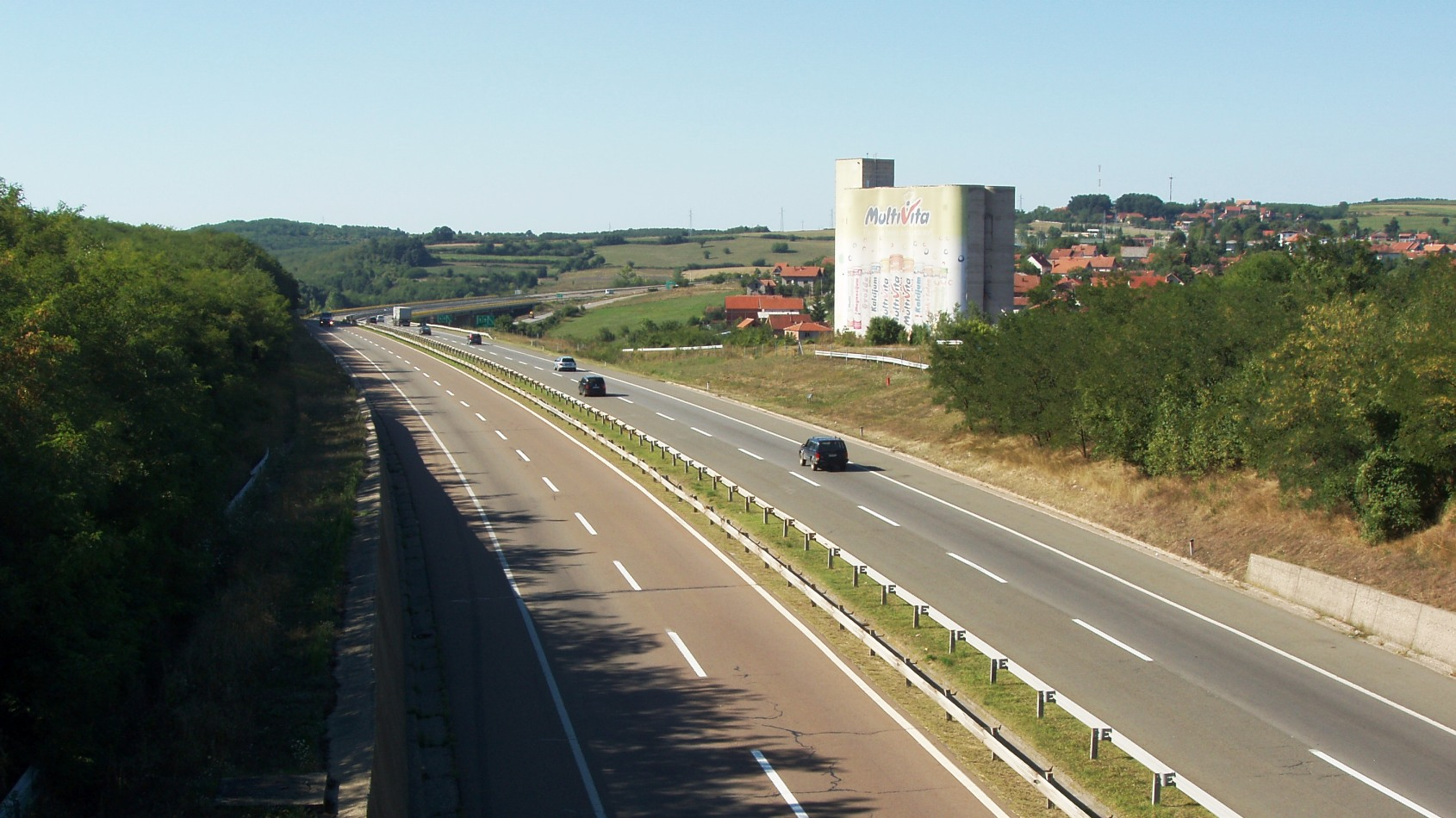
Autostrada Belgrad-Niš

Comparativ cu standarde din Europa de Vest, sistemul de autostrăzi din Serbia este subdezvoltat, din cauza lipsei de resurselor financiare pentru întreținerea lor în ultimii 20 de ani. 
În anul 2019, lungimea totală a drumurilor era de 45,419 km; drumurile principale sunt clasificate drept „drumuri de stat” (cu o lungime totală de 16,179 km), în timp ce drumurile secundare sunt clasificate drept „drumuri municipale” (cu o lungime totală de 23,780 km). Lungimea combinată a drumurilor (după tip):
- autostrăzi: 891 km
- drumuri expres: 24 km
- alte drumuri (asfaltate): 29.300 km
- alte drumuri (nesasfaltate): 15.250 km

În 2018, statistici privind vehiculele înmatriculate erau următoarele:
- 1.999.771 autoturisme (1 mașină la 3,5 locuitori)
- 9.929 autobuze și autocare
- 223.629 camioane și autoutilitare
- 66.433 motociclete și mopede

### Transport public
Transportul public este foarte extins: aproape fiecare loc din țară este conectat cu autobuzul, de la cele mai mari orașe până la sate. În plus, există rute internaționale către țările vecine (cum ar fi Bosnia și Herțegovina, Croația, Muntenegru și Macedonia de Nord), precum și către Europa de Vest (în principal către țări cu o diaspora sârbă numeroasă, cum ar fi Germania, Austria, Franța, Elveția etc.). Rutele, atât interne, cât și internaționale, sunt deservite de peste o sută de servicii de autocar interurbane, dintre care cele mai mari sunt Lasta și Niš-Ekspres.

## Transport feroviar

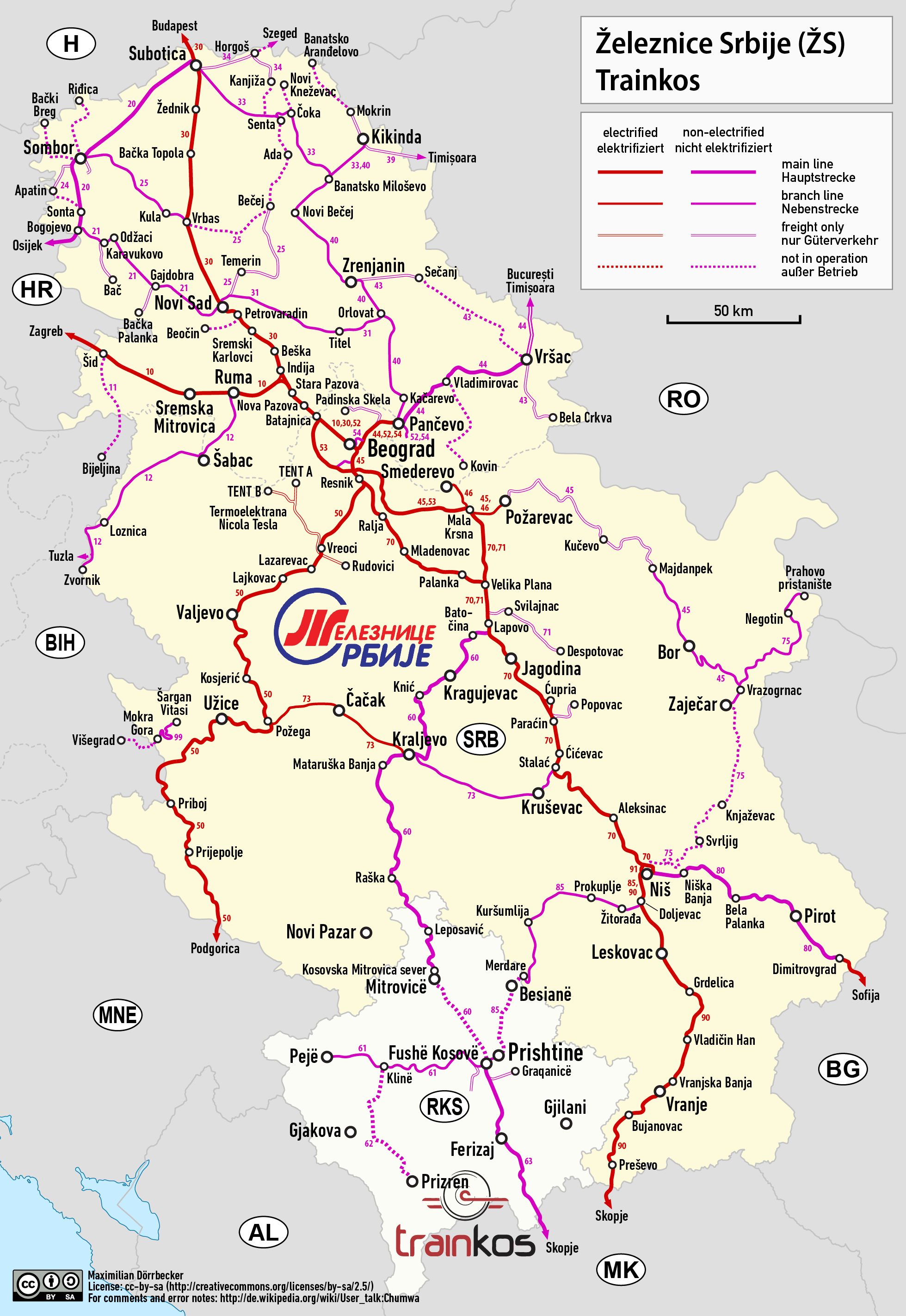
Sistemul de căi ferate din Serbia

În martie 2015, Guvernul Serbiei și-a anunțat planul de a înființa trei noi companii feroviare, împărțind Căile Ferate Sârbe în companii separate. Aceste companii sunt: Srbija Voz, care operează transportul de pasageri, Srbija Kargo, care operează transportul de marfă și Serbian Railways Infrastructure, care operează ca și companie de administrare a infrastructurii.
Transportul feroviar rămâne un mod popular de transport de marfă, cu 12,3 milioane de tone transportate în 2018. Serviciile de transport de pasageri sunt mai puțin utilizate, transportând puțin peste 16 milioane de pasageri în 2018, plus cele 5 milioane de călători din sistemul feroviar urban din Belgrad.
Sistemul feroviar din Serbia este format din 3.739 km de șine, dintre care 295 km sunt cu linie dublă (7,9% din rețea). 33,6% din rețea (1.279 km) este electrificată. Căile ferate sunt clasificate fie ca linii principale, linii regionale, linii locale sau linii secundare. Serbia are legături feroviare cu toate țările vecine.

## Transport aerian

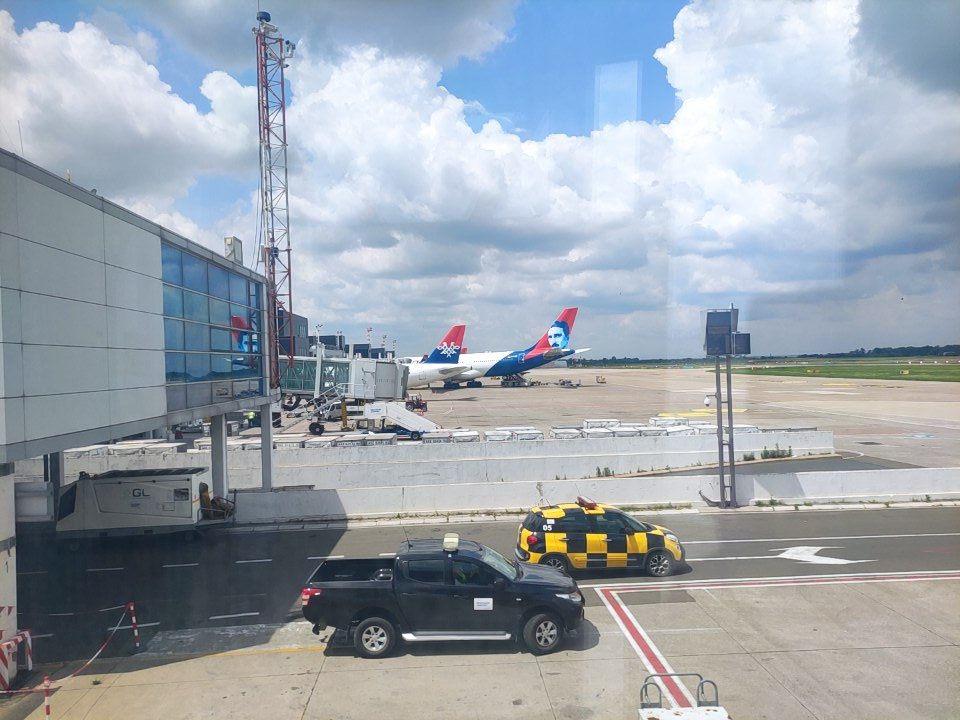
Aeroportul Nikola Tesla din Belgrad, văzut din terminal.

În Serbia, există în total 39 de aeroporturi și 2 heliporturi. În plus, trei aeroporturi oferă servicii regulate de trafic de pasageri: Aeroportul Belgrad Nikola Tesla, Aeroportul Constantin cel Mare din Niș și Aeroportul Kraljevo Morava. Traficul aerian total în 2022 a ajuns la 6.014.625 de pasageri și 20 de mii de tone de marfă anual. Această cifră include toate cele trei aeroporturi cu zboruri internaționale și interne programate. 
Aeroporturile din Serbia este o întreprindere publică deținută de Guvernul Serbiei, în scopul unei administrări mai bune și mai eficiente a aeroporturilor din întreaga țară. În prezent, compania administrează 5 aeroporturi în Serbia și 1 în Bosnia și Herțegovina. VINCI Airports a preluat Aeroportul Nikola Tesla din Belgrad în concesiune la sfârșitul anului 2018, de la stat, pentru o perioadă de 25 de ani.

## Transport fluvial

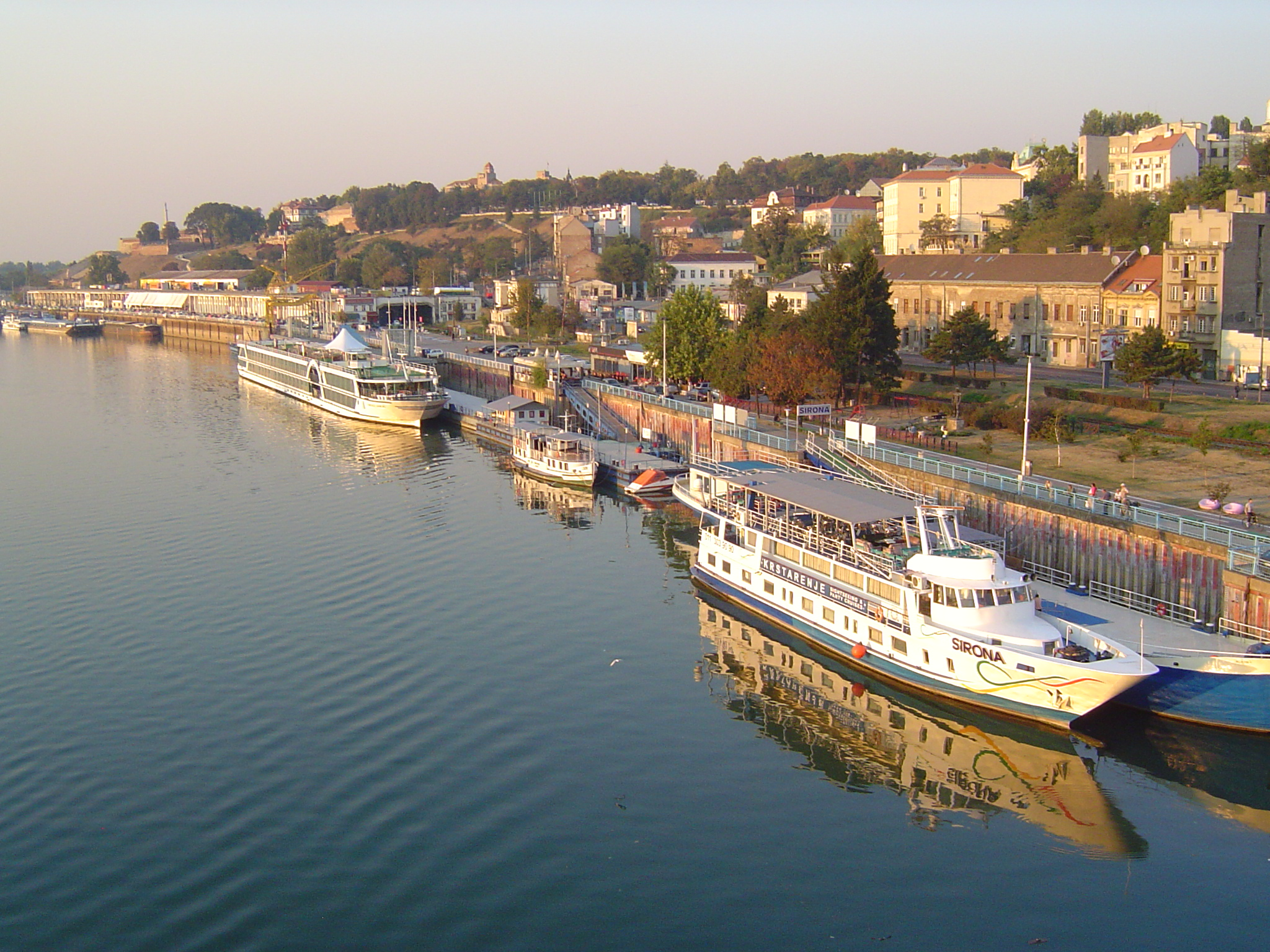
Portul din Belgrad

Serbia are un transport fluvial destul de dezvoltat, care a transportat peste 2 milioane de tone de marfă în 2016. Există 1.716 kilometri de rute fluviale navigabile (1.043 km de râuri navigabile și 673 km de canale navigabile), care sunt aproape toate situate în treimea de nord a țării. Cea mai importantă cale navigabilă interioară este Dunărea, care face parte din Coridorul Paneuropean VII. Alte râuri navigabile din Serbia includ Sava, Tisa, Bega și râul Timiș, toate legând Serbia de Europa de Nord și de Vest prin Canalul Rin-Main-Dunăre și ruta Marea Nordului. Serbia este conectată la Europa de Est prin Bega și Dunăre prin ruta Mării Negre, iar la Europa de Sud prin râul Sava.
Porturi importante pe Dunăre sunt:
Cele mai mari: 
Portul Novi Sad (1,18 milioane tone de cargo în 2016), portul Belgrad.
Altele, cu influență regională:
Portul Pančevo, Smederevo, Prahovo, Apatin și Bačka Palanka.
Al-doilea cel mai important râu; Sava, iar cel mai important port pe râu este portul Šabac. Și pe râul Bega are portul Senta.